# Tauno Juvonen
Tauno Aleksander Juvonen, född 4 oktober 1892 i Värtsilä, död 6 februari 1918 i Torneå (stupad), var en finländsk jägarkapten.
Juvonen var son till lantbrukaren Antti Juvonen och Eva Sofia Määttänen. Han bedrev fem års studier vid Värtsiläs samskola och studerade sedan vid Finlands affärsmäns handelsinstitut. Därefter arbetade Juvonen som kontorist i Helsingfors och anslöt sig sedan till den skara frivilliga som begav sig till Tyskland för att utbildas till jägarsoldater. Juvonen bevistade kursen i Lockstedter Lager, dit han ankom den 6 mars 1915. Han placerades vid 1. kompaniet och förflyttades sedermera till preussiska 27. jägarbataljonens 1. kompani, varifrån han övergick till 4. kompaniet den 21 december. Under första världskriget stred han på tyska östfronten och bevistade striderna vid floderna Misse och Aa. 1917 deltog Juvonen i artillerikursen i Palanga.
Tillsammans med andra finska jägarsodater under Friedel Jacobssons befäl ankom Juvonen till Finland den 21 januari 1918. Jägarsoldaterna anslöt sig till Nordbottens garnison i Tervola den 2 februari och deltog i slaget om Tervola. Jacobssons förband kommenderades därefter till det belägrade Torneå, där Juvonen stupade den 6 februari. Han begravdes ursprungligen i Torneå, men förflyttades senare till Värtsilä.